# NEOS (plataforma política)
NEOS és una plataforma política impulsada per tres organitzacions activistes catòliques, Fundación Valores y Sociedad, la Fundación Villacisneros i la Asociación Católica de Propagandistas (ACdP), les quals iniciaren aquesta plataforma de dretes espanyolista per tal que els seus postulats contra l'avortament, l'eutanàsia, les "polítiques a favor de la família", la defensa d'"Espanya com a nació" i "la Corona" tinguessin més pes en l'agenda política i social a l'Estat espanyol. Un dels impulsors seria l'exministre d'Interior i exlíder del PP basc Jaime Mayor Oreja, president de Valores y Sociedad. Aquesta nova plataforma es presentà a l'Hotel Novotel a Madrid, el 26 de novembre de 2021. Les sigles NEOS es correspondrien als punts cardinals (nord, est, oest i sud), ja que la plataforma pretendria ser una "brúixola" i referent tant de partits com el PP així com Vox. A més, aquesta plataforma no tindria càrrecs orgànics i seria una "corrent oberta", sense vinculació directa amb partits.
L'organització interna seria en "grups de treball" que haurien de servir de "trinxera per a la batalla cultural" per tal d'enfortir els "fonaments cristians". En total uns sis grups de treball estarien coordinats dins de NEOS, els quals comptarien amb un coordinador i un secretari cadascun, dels quals en els inicis de l'organització tan sols s'hi comptava amb una sola dona. Carmen Fernández de la Cigoña, consellera nacional de la Asociación Católica de Propagandistas i directora del Instituto de la Familia de la Universidad CEU San Pablo, ocuparia el càrrec de secretària en el grup de treball "Vida" el qual tindria com a objectius coordinar i promoure campanyes contra l'avortament i contra l'eutanàsia. El Coordinador del grup "Vida" seria Josep Miró, exconseller de la Generalitat de Catalunya (1984-1989), exdiputat de Convergència Democràtica de Catalunya al Parlament i actual president de E-cristians, una organització que busca la "unitat dels cristians" per "afrontar la batalla cultural i moral" i promoure "la participació política de forma organitzada més enllà del partidisme". L'exsenador del PP Luis Peral Guerra, estaria al davant del grup de Neos que treballa en matèria de "llibertat de religió". El grup de treball dedicat a la "defensa d'Espanya Nació" i també en la lluita contra "l'atac sistemàtic a l'idioma espanyol", estaria liderat per Rafael Sánchez Saus, director del Congrés "Católicos y Vida Pública" (una iniciativa conjunta de la Asociación Católica de Propagandistas i la Fundación San Pablo CEU), coautor també del llibre Por qué VOX: el despertar de la derecha social en España. El grup dedicat a el que anonenen dins la plataforma "amenaces globals" i l'"amenaça oculta de l'Agenda 2030", estaria liderat per l'economista Jorge Soleym patró de la Fundación Pro-Vida de Catalunya i membre de la Comissió Executiva d'E-cristians, aquest grup apostaria per "una Europa amb ànima i el vigor de les arrels cristianes". El grup dedicat a la "defensa de la monarquia" estaria liderat per Carlos Urquijo, exdelegat del Govern a Euskadi durant el mandat de Mariano Mariano Rajoy, dirigint també Carlos un altre grup ultraconservador fundat el 2018 anomenat Asociación Esteban de Garibay, i també exercint el paper de director de projectes de la Fundación Villacisneros.
El 12 d'octubre de 2022 publicaren una campanya amb el títol #EresFacha, que es basava en un vídeo promocional en el qual tractaven temes com la llegenda negra espanyola, la fe cristiana de Don Pelayo, la reivindicació lingüística d'El Quixot de Miguel de Cervantes, la "unitat d'Espanya", la defensa de la Transició Espanyola com a exemplar, el respecte per les víctimes del terrorisme d'ETA, la defensa de la monarquia, defensant el determinisme biològic quant a la identitat de gènere, la lluita contra l'avortament i la defensa de la pro natalitat, la família heterosexual, el "respecte per la gent gran", el fet d'anar a missa, la defensa de la celebració de la Setmana Santa, el dur una polsera amb la bandera d'Espanya, la col·locació de banderes espanyoles als balcons,... entre d'altres temes. Aquesta campanya fou difosa per diverses figures de la política espanyola com Rosa Díez, i en especial per la llavors presidenta de la Comunitat de Madrid Isabel Díaz Ayuso, la qual inclogué en la redifusió el missatge "Me Too", en una referència polèmica cap al Moviment Me Too de l'any 2017 que denunciava situacions d'agressió sexual o abús sexual.